# Ізюм
Ізю́м (МФА: [iˈzʲum] ( прослухати)) — місто в Україні, адміністративний центр Ізюмського району та Ізюмської міської громади Харківської області. Розташоване на Слобожанщині, коло підніжжя гори Крем'янець на звивистому березі річки Сіверський Донець.
Місто зазнало значних руйнувань під час російсько-української війни. З 7 березня 2022 року було тимчасово окуповане ЗС РФ, 10 вересня 2022 року звільнено від окупантів підрозділами ЗСУ.

## Населення

### Чисельність
| 1897     | 1926     | 1939     | 1959     | 1970     | 1979     | 1989     |
| -------- | -------- | -------- | -------- | -------- | -------- | -------- |
| 13 108   | ▼ 9 414  | ▲ 34 859 | ▲ 37 595 | ▲ 51 603 | ▲ 60 516 | ▲ 64 334 |
| 2001     | 2003     | 2004     | 2005     | 2006     | 2007     | 2008     |
| ▼ 56 114 | ▼ 55 619 | ▼ 55 158 | ▼ 54 593 | ▼ 54 278 | ▼ 53 994 | ▼ 53 688 |
| 2009     | 2010     | 2011     | 2012     | 2013     | 2014     | 2015     |
| ▼ 53 223 | ▼ 52 821 | ▼ 52 374 | ▼ 51 934 | ▼ 51 511 | ▼ 51 175 | ▼ 50 591 |
| 2016     | 2017     | 2018     | 2019     | 2020     | 2021     | 2022     |
| ▼ 49 727 | ▼ 49 370 | ▼ 48 368 | ▼ 47 430 | ▼ 46 653 | ▼ 45 884 | ▼ 44 979 |

Розподіл населення за віком та статтю (2001):
| Стать | Всього | До 15 років | 15-24 | 25-44 | 45-64 | 65-85 | Понад 85 |
| --- | ------ | ----------- | ----- | ----- | ----- | ----- | -------- |
| Чоловіки | 24 941 | 4215        | 3656  | 7359  | 6898  | 2708  | 105      |
| Жінки | 30 746 | 4064        | 3913  | 8237  | 9049  | 5016  | 467      |
| \| Статево-вікова піраміда \| Статево-вікова піраміда \| Статево-вікова піраміда \| \| ----------------------- \| ----------------------- \| ----------------------- \| \| Чоловіки \| Вік \| Жінки \| \| 105 \| 85 + \| 467 \| \| 195 \| 80-84 \| 541 \| \| 500 \| 75-79 \| 1333 \| \| 1023 \| 70-74 \| 1762 \| \| 990 \| 65-69 \| 1380 \| \| 1851 \| 60-64 \| 2656 \| \| 991 \| 55-59 \| 1306 \| \| 2050 \| 50-54 \| 2545 \| \| 2006 \| 45-49 \| 2542 \| \| 2026 \| 40-44 \| 2410 \| \| 1812 \| 35-39 \| 2110 \| \| 1686 \| 30-34 \| 1777 \| \| 1835 \| 25-29 \| 1940 \| \| 1733 \| 20-24 \| 1792 \| \| 1923 \| 15-20 \| 2121 \| \| 1870 \| 10-14 \| 1914 \| \| 1367 \| 5-9 \| 1212 \| \| 978 \| 0-4 \| 938 \| |        |             |       |       |       |       |          |
| Статево-вікова піраміда |        |             |       |       |       |       |          |
| Чоловіки | Вік    | Жінки       |       |       |       |       |          |
| 105 | 85 +   | 467         |       |       |       |       |          |
| 195 | 80-84  | 541         |       |       |       |       |          |
| 500 | 75-79  | 1333        |       |       |       |       |          |
| 1023 | 70-74  | 1762        |       |       |       |       |          |
| 990 | 65-69  | 1380        |       |       |       |       |          |
| 1851 | 60-64  | 2656        |       |       |       |       |          |
| 991 | 55-59  | 1306        |       |       |       |       |          |
| 2050 | 50-54  | 2545        |       |       |       |       |          |
| 2006 | 45-49  | 2542        |       |       |       |       |          |
| 2026 | 40-44  | 2410        |       |       |       |       |          |
| 1812 | 35-39  | 2110        |       |       |       |       |          |
| 1686 | 30-34  | 1777        |       |       |       |       |          |
| 1835 | 25-29  | 1940        |       |       |       |       |          |
| 1733 | 20-24  | 1792        |       |       |       |       |          |
| 1923 | 15-20  | 2121        |       |       |       |       |          |
| 1870 | 10-14  | 1914        |       |       |       |       |          |
| 1367 | 5-9    | 1212        |       |       |       |       |          |
| 978 | 0-4    | 938         |       |       |       |       |          |

### Національний склад
Національний склад населення за даними перепису 2001 року:
| Національність | Кількість осіб | Відсоток |
| -------------- | -------------- | -------- |
| українці       | 46 864         | 83,57 %  |
| росіяни        | 7 492          | 13,36 %  |
| вірмени        | 266            | 0,47 %   |
| білоруси       | 235            | 0,42 %   |
| грузини        | 56             | 0,10 %   |
| інші           | 1 162          | 2,07 %   |

### Мова
Мовний склад населення за даними перепису 1897 року:
| Мова       | Кількість осіб | Відсоток |
| ---------- | -------------- | -------- |
| українська | 10 268         | 78,33 %  |
| російська  | 2 700          | 20,60 %  |
| інші       | 140            | 1,07 %   |

Мовний склад населення за даними перепису 2001 року:
| Мова       | Кількість осіб | Відсоток |
| ---------- | -------------- | -------- |
| українська | 41 620         | 74,22 %  |
| російська  | 13 328         | 23,77 %  |
| вірменська | 149            | 0,27 %   |
| білоруська | 40             | 0,07 %   |
| грузинська | 26             | 0,05 %   |
| інші       | 912            | 1,63 %   |

## Географія

### Основна характеристика
Місто Ізюм знаходиться на березі річки Сіверський Донець в місці впадання в неї річок Мокрий Ізюмець і Сухий Ізюмець, неподалік злиття з річкою Оскіл. До міста прилягають села Кам'янка, Пимонівка, Донецьке, Діброва, Капитолівка, Бабенкове. Через місто пролягають автомобільні дороги М03, Р79 і залізниця, причому в самому місті розташована залізнична станція Ізюм. Місто оточене дуже густими лісами, які чергуються з чисельними височинами, степовими розораними ділянками.

### Клімат
Ізюм розташований у зоні помірного клімату, котра характеризується теплим літом. Найтепліший місяць — липень з середньою температурою 20.6 °C (69 °F). Найхолодніший місяць — січень, з середньою температурою -5.6 °С (22 °F).
| Клімат Ізюма            | Клімат Ізюма | Клімат Ізюма | Клімат Ізюма | Клімат Ізюма | Клімат Ізюма | Клімат Ізюма | Клімат Ізюма | Клімат Ізюма | Клімат Ізюма | Клімат Ізюма | Клімат Ізюма | Клімат Ізюма | Клімат Ізюма |
| Показник                | Січ.         | Лют.         | Бер.         | Квіт.        | Трав.        | Черв.        | Лип.         | Серп.        | Вер.         | Жовт.        | Лист.        | Груд.        | Рік          |
| Абсолютний максимум, °C | 10           | 16           | 22           | 27           | 32           | 35           | 35           | 35           | 31           | 27           | 17           | 13           | 35           |
| Середній максимум, °C   | −2           | −1           | 4            | 14           | 21           | 24           | 26           | 25           | 20           | 12           | 4            | 0            | 12           |
| Середня температура, °C | −5           | −4           | 1            | 9            | 15           | 19           | 20           | 18           | 14           | 7            | 1            | −2           | 8            |
| Середній мінімум, °C    | −8           | −7           | −2           | 4            | 9            | 13           | 14           | 12           | 8            | 3            | −1           | −5           | 3            |
| Абсолютний мінімум, °C  | −31          | −30          | −25          | −5           | −2           | 3            | 7            | 2            | −6           | −11          | −17          | −23          | −31          |
| ----------------------- | ------------ | ------------ | ------------ | ------------ | ------------ | ------------ | ------------ | ------------ | ------------ | ------------ | ------------ | ------------ | ------------ |
| Джерело: Weatherbase    |              |              |              |              |              |              |              |              |              |              |              |              |              |

## Топоніми
Існує декілька версій походження назви міста: 
- від татарського слова «гузун» — переправа (Ізюм. брід був відомий задовго до заснування міста[джерело?];
- від річки Ізюмець, на берегах якої з'явилися перші будівлі поселенців[джерело?];
- від татар. слова «іззун» — довгий, витягнутий (за зовн. виглядом розташ. тут г. Крем'янець — комплекс. пам'ятки природи місц. значення)[джерело?];
- походить від тюркського слова üzüm (ізюм, узюм, озюм) — «виноград»[21], що підтверджується старою назвою Ізюма — заст. укр. Ізю́м, Озю́м[22] та ст.-укр. Изю́мъ, Узу́мъ.

Латиницею передається як Izium.

### Мікрорайони та інші місцевості
Офіційного поділу в Ізюмі немає, але місцеві мешканці виділяють такі райони міста:
- Веприцький хутір. Розташований на півдні міста. Приватний сектор, аграрний ліцей № 61.
- «Нижнє місто». Розташоване поруч з центром міста. Найпрестижніший район. Гімназія № 1 — кузня кадрів для університетів міста Харкова.
- 1-й мікрорайон. У народі — «ІЗОС» (Ізюмський завод оптичного скла). Найстаріший мікрорайон міста, розташований між ІКПЗ і другим мікрорайоном. Забудований переважно в 1930-60-х роках триповерховими будівлями.
- 2-й мікрорайон. У народі — «Жовтик». Найбільший мікрорайон Ізюма. Розташований між 1-им мікрорайоном і центральним ринком. Забудований в 1970-1990-х роках переважно п'яти- й дев'ятиповерховими будинками.
- Центр. У народі — «Місто» (центральна частина міста).
- Пам'ятник (Гончарівка). Переважно приватний сектор, де розташовані Сільгосптехніка, Держлісгосп, туберкульозний диспансер.
- Нафтовик (за назвою Ізюмської нафтогазорозвідувальної експедиції ІНГРЕ). Це приватний сектор, у якому збудована одна п'ятиповерхівка. Тут розташовані Комунгосп, РЕЗ, Пожежна частина, ЗСШ № 6.
- Поворотка. Район розташований при в'їзді в місто з боку Харкова. Має торговий комплекс, де зупиняються далекобійники.
- Піски. Великий район, представлений переважно одноповерховою приватною забудовою (є по одній п'яти- та чотириповерхівці).
- Площа Героїв Крут. Невелика північна частина міста.
- Локомотив. На північно-східній частині міста.
- Залізничний вокзал. Розташований на північному сході міста. Забудований п'яти- і двоповерховими будинками, а також приватним сектором. На території району є Ізюмський тепловозоремонтний завод, Залізничний ринок, Ізюмська дистанція колії Південної залізниці та залізничний вокзал, професійно-технічний ліцей № 24 і школа № 12.
- Бараки. Північний схід від залізничного вокзалу. Представлений переважно приватною забудовою, а також дев'яти- й п'ятиповерховими будинками. На території району розташований Ізюмський хлібозавод.
- ІОМЗ. Східна частина міста від залізничного вокзалу. Дев'яти- й п'ятиповерхові будинки, а також приватна забудова. У цьому районі розташовані Оптичний ринок, рештки ІОМЗ, Паливний склад.
- Сонячна. Крайня частина міста, розташована на околиці ІОМЗ. Тут є оптичний інститут.
- Верхнє селище — приватний сектор вище ІОМЗ. Посередині розташована ЗОШ № 11.
- Нижнє селище (у народі Гнидівка) — в районі річки Сухий Ізюмець.
- Кремянецький квартал. — нижче гори Крем'янець в бік річки Донець.

## Історія

### Стародавні часи
Віднайдено 5 археологічних шарів різних культурних етапів.
З давніх-давен тут існував Ізюмський брід, що разом з Кам'яним бродом у селі Кам'янка, біля якого мешкали бродники, був частиною шляху, що згодом став відомий як Ізюмський шлях.
У XI—XII століттях в межах сучасного міста відбувалися бої між русинами та половцями, описи яких дійшли до нас у стародавніх літописах.

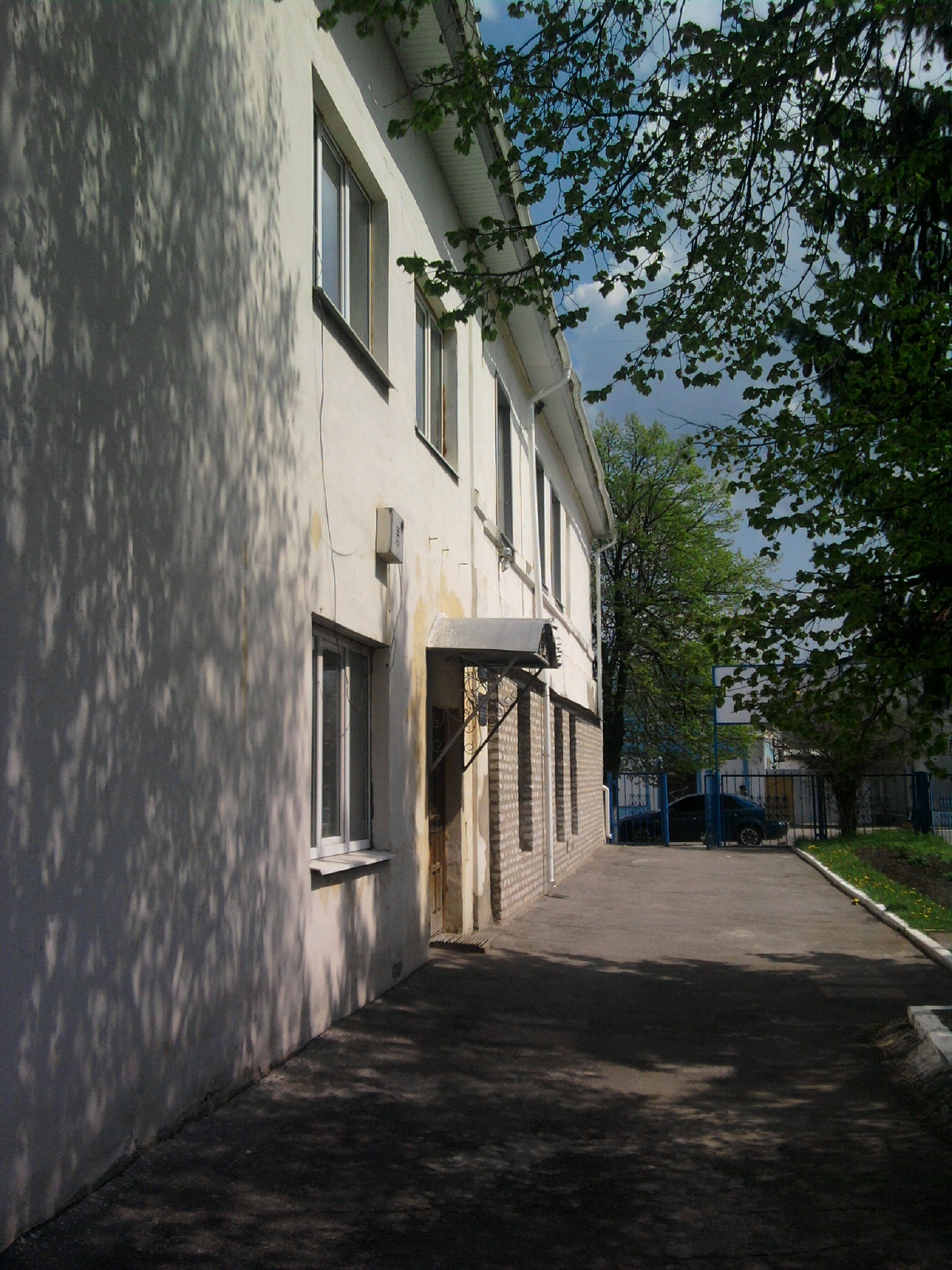
Приміщення Ізюмського краєзнавчого музею

Згадки про «Ізюмську сакму» є в письмових джерелах 1571 року.

### Заснування та розвиток
Перші писемні згадки з назвою Ізюм:
- 1571 рік — Кінні роз'їзди, сторожа.
- ? рік — Звіринець, мисливський двір.
- 1637 рік — цар Михайло Федорович наказує будувати «острожки жилиє» на Ізюмському шляху біля Ізюмського кургану (Філарет (Гумілевський)). Коли саме почалось будівництво, проживання людей на цій території, на сьогодні немає достеменних відомостей.
- 1639 рік — містечко (Городок) Ізюм.
- 1650 рік — Ізюмський окоп.
- 1663 рік — Фортеця Якова Чернігівця.
- 1663 рік — Ізюм став частиною Ізюмської оборонної лінії.
- 1681 рік — Фортеця Григорія Донця-Захаржевського.

За стандартами ЮНЕСКО початком населеного пункту вважається той час, коли є перша письмова згадка про поселення зі стаціонарними будівлями, за умови подальшого постійного проживання людини на цьому місці. А за даними історика Дмитра Багалія, вищезгадані «Ізюми» до 1681 року не були містами в сучасному розумінні, а то були тимчасові сторожки, острожки, фортеці в іншому місці. Ізюм, як постійне, безперервне поселення з більш-менш значним населенням виник у 1681 році — був побудований Харківським полковником Григорієм Донцем. Тому 1681 рік  є датою заснування Ізюма. Та й сучасний Ізюм розбудовувався саме від фортеці Донця на правому березі, а не від лівобережного, більш раннього «городка» Якова Чернігівця, місце якого у подальші роки стало слободою Замостя..

#### Перші роки

Документ про те, що цар 20 (30) вересня 1680 року дав указ про заснування міста Ізюм

У 1681 році під керівництвом козацького полковника Григорія Донця-Захаржевського була побудована велика фортеця Ізюм, що утворила собою нове місто. У документах Розрядного наказу зазначено, на які частини поділялося нове місто: «Город Ізюм, а в нем три города: Большой, да Меньшой, да Замок». На території фортеці, поряд з військовими, господарськими та релігійними спорудами, були й житлові будинки.
На початку 1682 року в новоствореному місті налічувалось всього 300 козаків. Григорію Донцю-Захаржевському наказувалось приймати переселенців тільки «неслуживих черкас», тобто українців, при забороні поселяти великоросійських поселенців.
Значна частина черкас (українців) ще довгий час залишалась на лівому березі Сіверського Дінця, в давнішій фортеці Я. Чернігівця. І в фортецю, яку збудував Г. Донець, вони перейшли ближче до 1700 року.
У 1685 році з Харківського полку виділився окремий Ізюмський полк. Його першим полковником став Костянтин Григорович Донець-Захаржевський. Ізюм стає полковим містом — центром Ізюмського слобідського козацького полку, якому підпорядковувались 13 навколишніх міст та слобод. На початку XVIII століття Ізюм вважався найбагатолюднішим містом Слобідської України. Навколо фортеці почали виникати приміські слободи, які тоді називали форштадтами. Так виникли Піски, Попівка, Гончарівка та інші, що згодом злилися з містом, зберігши свої назви як райони міста до нашого часу. Розвитку міста сприяло і те, що воно стояло на торговому шляху зі Слобожанщини на Дон.
Ізюмська фортеця стала не тільки перепоною для набігів татар, а й грозою для запоріжців. На південь від Ізюмської лінії проживали вільні переселенці та козаки із Запорожжя. Слобідським козакам Ізюмського полку довелося воювати зі своїми ж побратимами. На рахунку династії Донців-Захаржевських та їх послідовників: знищення Барвінківської стінки, адміністративно-територіальної одиниці Запорозької Січі, придушення Булавінського повстання проти звільнення України від Московщини. В Полтавській битві Ізюмський полк не підтримав гетьмана Івана Мазепу в його боротьбі проти Петра І, а виступив на боці Московії. Ізюмським полком була знищена Барвінківська паланка Запорізької Січі. Козаків-втікачів Ізюмського полку, які не хотіли воювати проти своїх побратимів-українців відловлювали, повертали до полку та привселюдно страчували. Саме існування фортеці посіяло розбрат та пролиття крові українців. Це неповний перелік багатьох злодіянь промосковського Ізюмського полку проти українців. Початково декларовані добрі наміри побудови фортеці обернулися нищенням української нації.
Перша церква в Ізюмі Покровська, її історія йдеться від часів Київської митрополії. Перші письменні згадки датуються 1653 роком, але тоді вона була в іншій фортеці Я. Чернігівці на лівому березі Донця, і, при зведенні нового міста, її у 1681 році розібрали й перенесли на правий берег Сіверського Дінця, розташувавши у центрі нового міста. Зазнавши ще декілька перенесень і перебудов, церква проіснувала до 1941 року. Її знищив ізюмський винищувальний батальйон радянської армії. Руїни храму ще й сьогодні залишаються на центральному міському цвинтарі.
Із залишків фортеці Г. Донця сьогодні можна розгледіти частини контуру Цареборисівського бастіону. Вулиця Залікарняна навскоси розрізає північну стіну фортеці «Малого города». На залишках земляних валів ще й нині росте дереза китайська (Lycium chinense). В народі називають просто Люція. Це найкращий природний захисник схилів від руйнацій.

### Російська імперія
В Ізюмі неодноразово бував Петро I. На знак перемоги росіян у Полтавській битві, за «вірну службу» слобідських козаків Російській імперії, він подарував ізюмському Преображенському соборові напрестольне Євангеліє в срібному окладі з позолотою, яке зберігається в Ізюмському краєзнавчому музеї.
Ізюмський полк з 1765 року — гусарський, брав участь майже у всіх військових кампаніях: Північній війні, російсько-турецьких війнах, штурмував Очаків, Бендери, Ізмаїл, бився під Бородіно, вступав у столицю Франції.

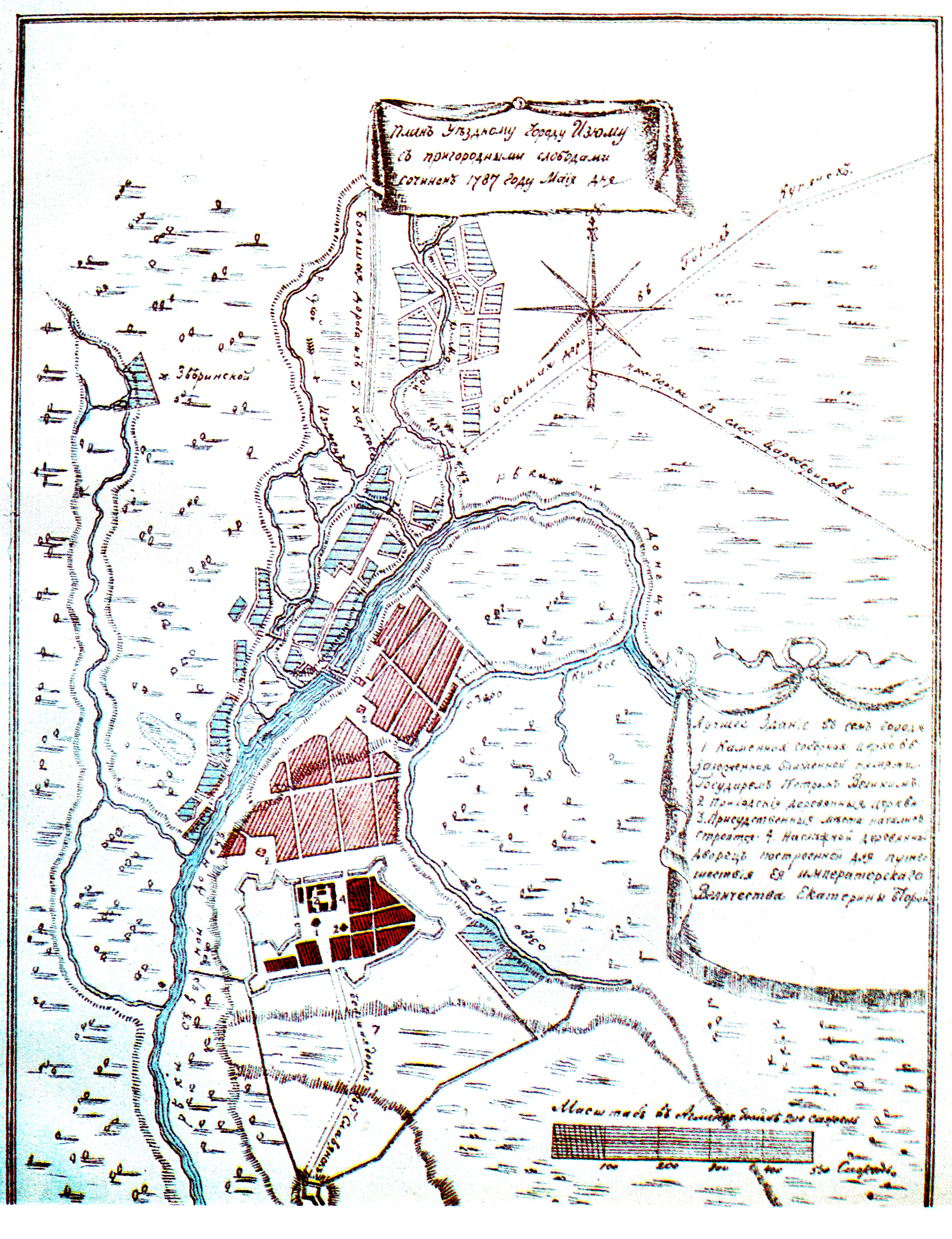
План повітового міста Ізюма з приміськими слободами (1787)
Мапа міста Ізюм (1740-ті)
Мапа міста Ізюм (1832)
Гімназія (нині — медична установа)

З 1765 року, після ліквідації на Слобожанщині полкового устрою, територія полку була перетворена на Ізюмську провінцію Слобідсько-Української губернії. З утворенням Харківського намісництва в 1780 році Ізюм став повітовим містом, центром Ізюмського повіту.
У 1911 році відкрита станція Ізюм Північно-Донецької залізниці, яка сполучила Харків з Донбасом. У 1915 році німецькою фірмою «Карл Брандт» побудовані Головні ізюмські залізничні майстерні (з 1929 р. — паровозоремонтний, а з 1961 року — тепловозоремонтний завод).
У 1916 році згідно з розпорядженням царя Миколи ІІ в місті розпочали будівництво першого в імперії заводу оптичного скла.

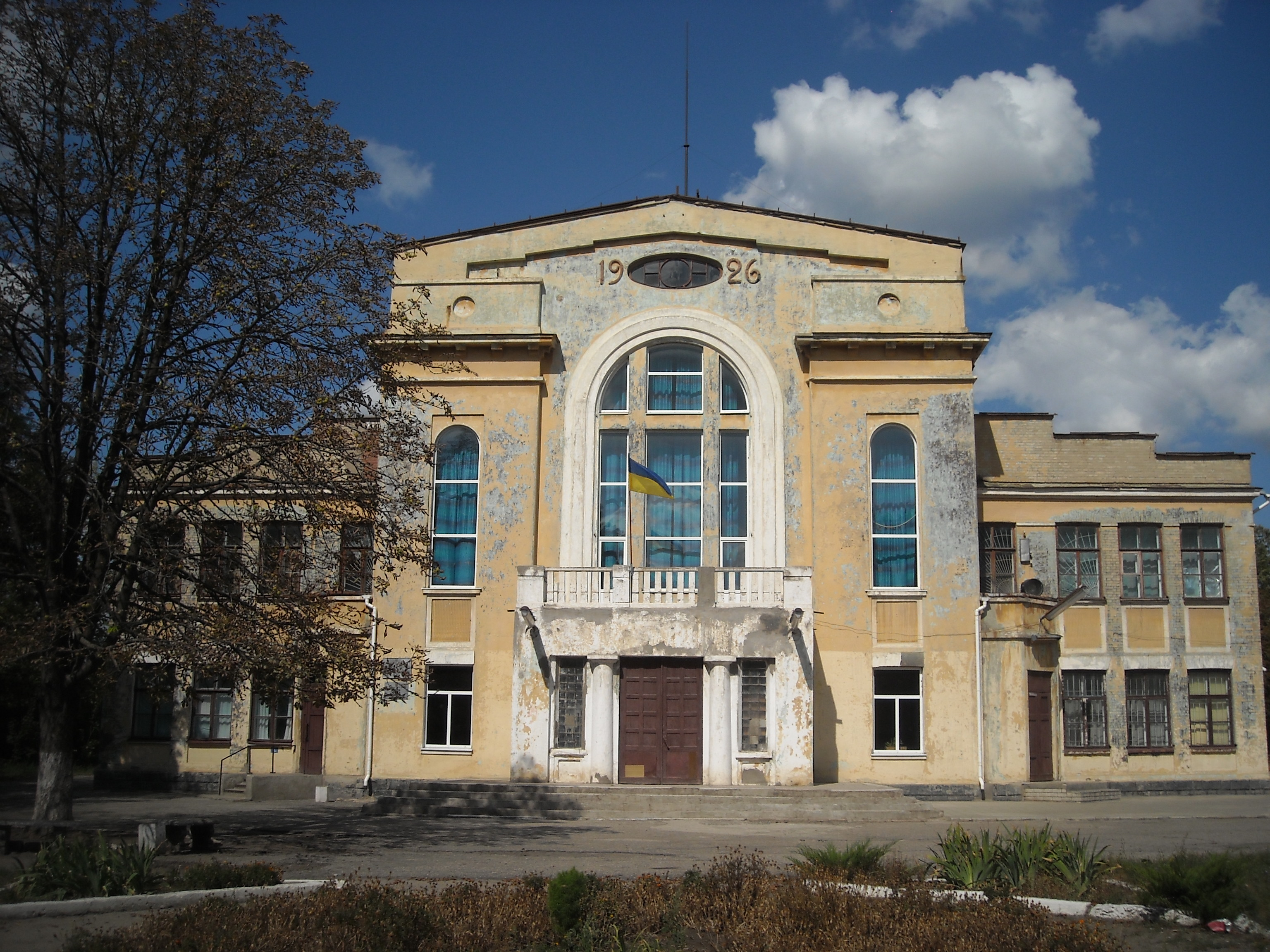
Робітничий клуб тепловозоремонтного заводу (нині — Будинок культури)

### Українська революція
Під час Української революції, від 1917 по 1921 роки влада змінювалася дев'ять разів.
21 грудня 1918 року до Ізюму прибув загін Армії УНР на чолі з новим командантом міста і повіту Пашталою, який брав участь в повстанні залізничників у листопаді 1918 року в Ізюмі, але після придушення повстання він зник. Перед прибуттям загону місто покинули частина міської та повітової влади і загін Зразкової інструкторської роти, які підтримували Добровольчу армію і Південь Росії. Частина складу роти, котра залишилася в місті підкорилася Пашталі, який перейменував інструкторську роту на Українську зразкову сотню. У наказі № 1 від 21 грудня Паштала оголосив себе владою, і наказав зберегти державну варту. В іншому наказі вже інший представник нової влади хорунжий Прусак наказував:
«Заявляю, що я не допущу до ніяких самочинних розправ над ким би то не було. Майно поміщиків і багатих людей не нарушати Українська директорія віддасть усе, що обіцяла лише по порядку й в своє врем'я і тоді ніхто до вас не буде чіпляться, що ви самочинно що-небудь зробили».
23 грудня Паштала продублював наказ Петра Болбочана видав наказ № 3 в якому повідомляв що в місті та повіті вводить військовий стан, і забороняє будь-які з'їзди та збори без свого дозволу. У другому пункті він повідомляє що забороняє створення раду монархічних організацій і всіх організацій, що прагнуть захопити владу в Україні. Після цього він видав наказ про припинення роботи гетьманської повітової управи, і передачі влади в повіті новопризначеному повітовому комісарові Данкову. Також він наказав випустити з тюрми політичних діячів.
3 січня Паштала видав декларацію в якій пояснював чому українська влада і військо залишає місто і повіт. У ній повідомлялося: «Насувається чорна хмара більшовизму». Вранці 3 січня козаки Української зразкової сотні частково найняли, частково відібрали підводи у місцевих селян для евакуації. Об одинадцятій ранку були перерізані всі телеграфні та телефонні лінії. З міста виїхало 70 підвод з міською і повітовою владою і казначейством у напрямку Барвінкового. 5 січня в Барвінковому Українська зразкова сотня перейшла на сторону Добровольчої армії і заарештувала Пашталу, після чого розстріляла його за містом.
Влада:
- комісар міста Паштала
- комісар повіту — Данков Микола
- Влада російських більшовиків
- Біла (Добровольча) армія
- Влада російських більшовиків

На декілька днів місто посіла армія Нестора Махна, від 1920 по 1922 рік епізодично існувала більшовицька влада. Тривав шалений народний опір російським окупантам. Найбільший загін українського повстанського опору на Ізюмщині очолював Григорій Савон. Його боротьба з продзагонами дала змогу пережити багатьом ізюмцям голодомор 1921 року.

### Радянська доба

#### Перший радянський період
До 1922 року народний опір було вповні придушено Червоною армією. В населеному пункті остаточно затвердилася радянська влада. Президія Всеукраїнського центрального виконавчого комітету 15 березня 1922 року нагородила Ізюмський повіт орденом Трудового Червоного Прапора «за успішну господарчу роботу». 1923 року було поновлено оптичне скловаріння.
У 1923 році Ізюм став центром округу, до складу якого крім Ізюмського входило ще кілька районів Харківської області. З 1932 року Ізюм входить до складу Харківської області, як місто обласного підпорядкування.
Під час організованого радянською владою Голодомору 1932—1933 років померло щонайменше 1170 жителів міста. Як німі свідки чорних років залишилися могили неподалік осель, бо знесиленим родичам важко було доправляти небіжчиків на цвинтар край села. В секретному звіті того часу, який підписали секретар райпарткому Бойченко та інші представники радянської влади, значиться, що в районі в травні місяці 1933 року від голоду померло понад 1000 осіб.

#### Друга світова війна
Протягом другої світової війни, з вересня 1941 року по червень 1942 року лінія фронту поділяла район навпіл. Червона армія зазнала значних втрат особового складу та військової техніки. В полон потрапило понад 240 000 червоноармійців. Заводи Ізюму були евакуйовані на схід. При відступі радянські війська  підірвали заводські цехи, будівлі міста, міст через річку Сіверський Донець.
З 23 червня 1942 року по 5 лютого 1943 року місто було під німецькою окупацією. За короткий термін німці збудували новий міст, завезли устаткування на паровозоремонтний завод. Відступаючи німецькі війська не встигли евакуювати устаткування та підірвати міст (понад 60 років прослужив цей міст, у народі називався — «дерев'яний міст» та устаткування на заводі). Вранці 5 лютого 1943 року 267-а стрілецька дивізія 6-ї армії захопила Ізюм, однак подальший наступ радянських військ був зупинений. Німецькі війська відступали до своїх старих вигідних позицій, де в 1942 році отримали перемогу. До вересня 1943 року Ізюмський район знову був поділений навпіл. Лінія фронту проходила через село Кам'янку та по річці Сіверський Донець. Після перемоги радянських військ на Курській дузі починаються вирішальні бої за Ізюмщину. Останній населений пункт краю Червона Армія зайняла 10 вересня 1943 року.

#### Другий радянський період
1985 року на горі Крем'янець споруджено меморіал «Великої вітчизняної війни» площею 7,5 гектарів. На його території знаходиться пам'ятник «Скорботна мати», могила Невідомого солдата і площа Пам'яті. На центральній алеї, яка веде до меморіалу, встановлена військова техніка з часу Другої світової війни.

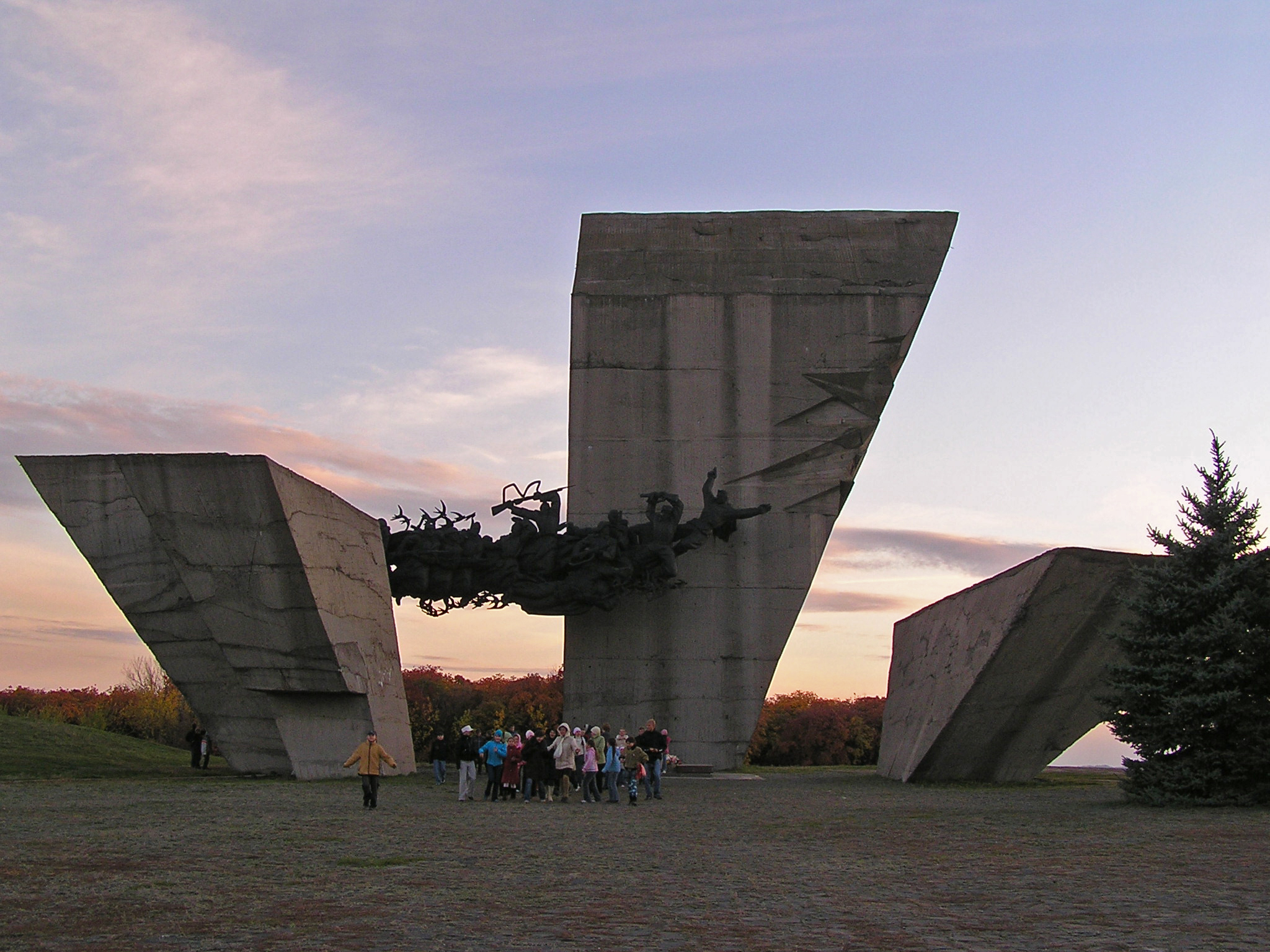
Вигляд на монумент ввечері
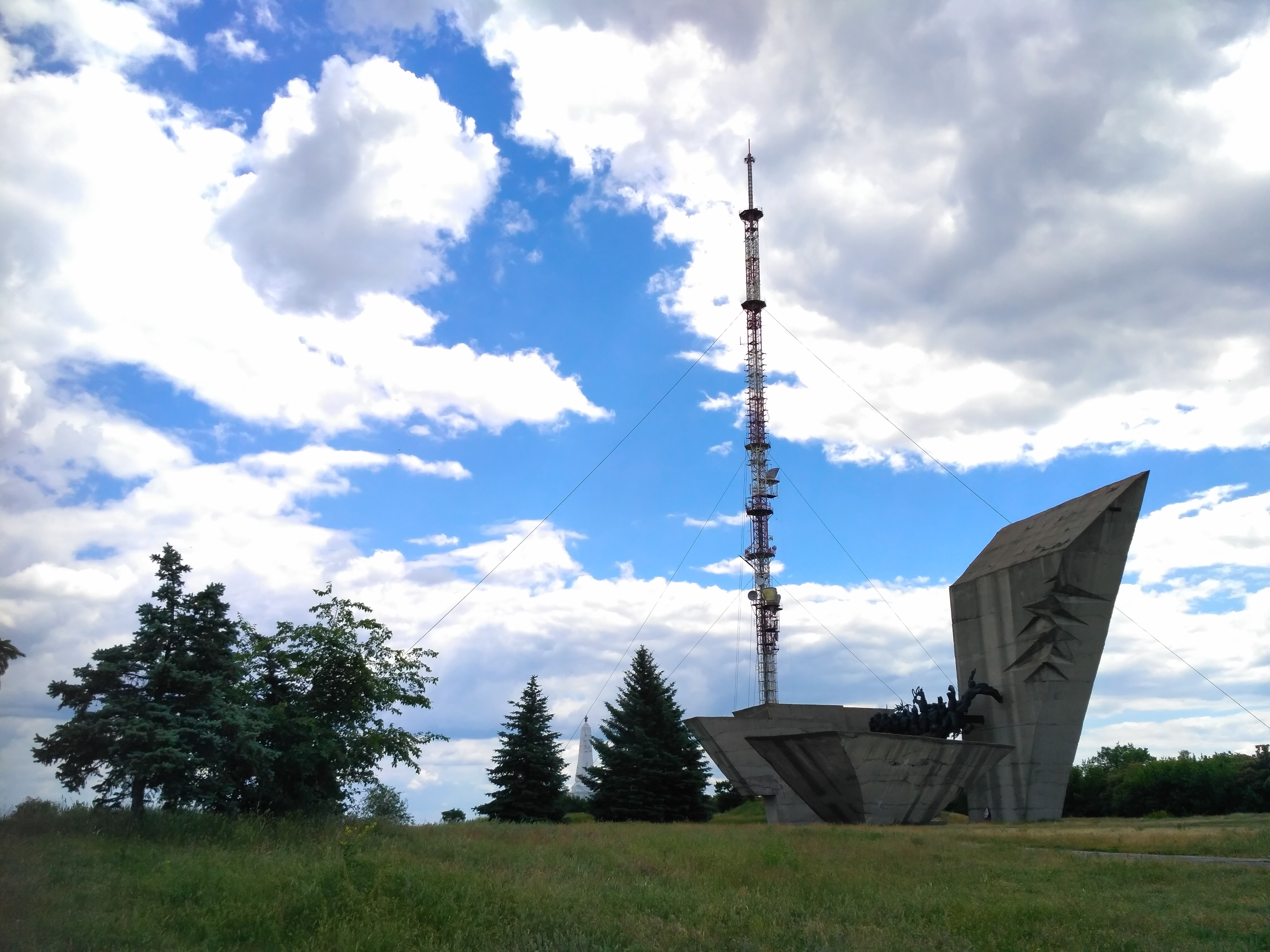
Монумент «Атака»
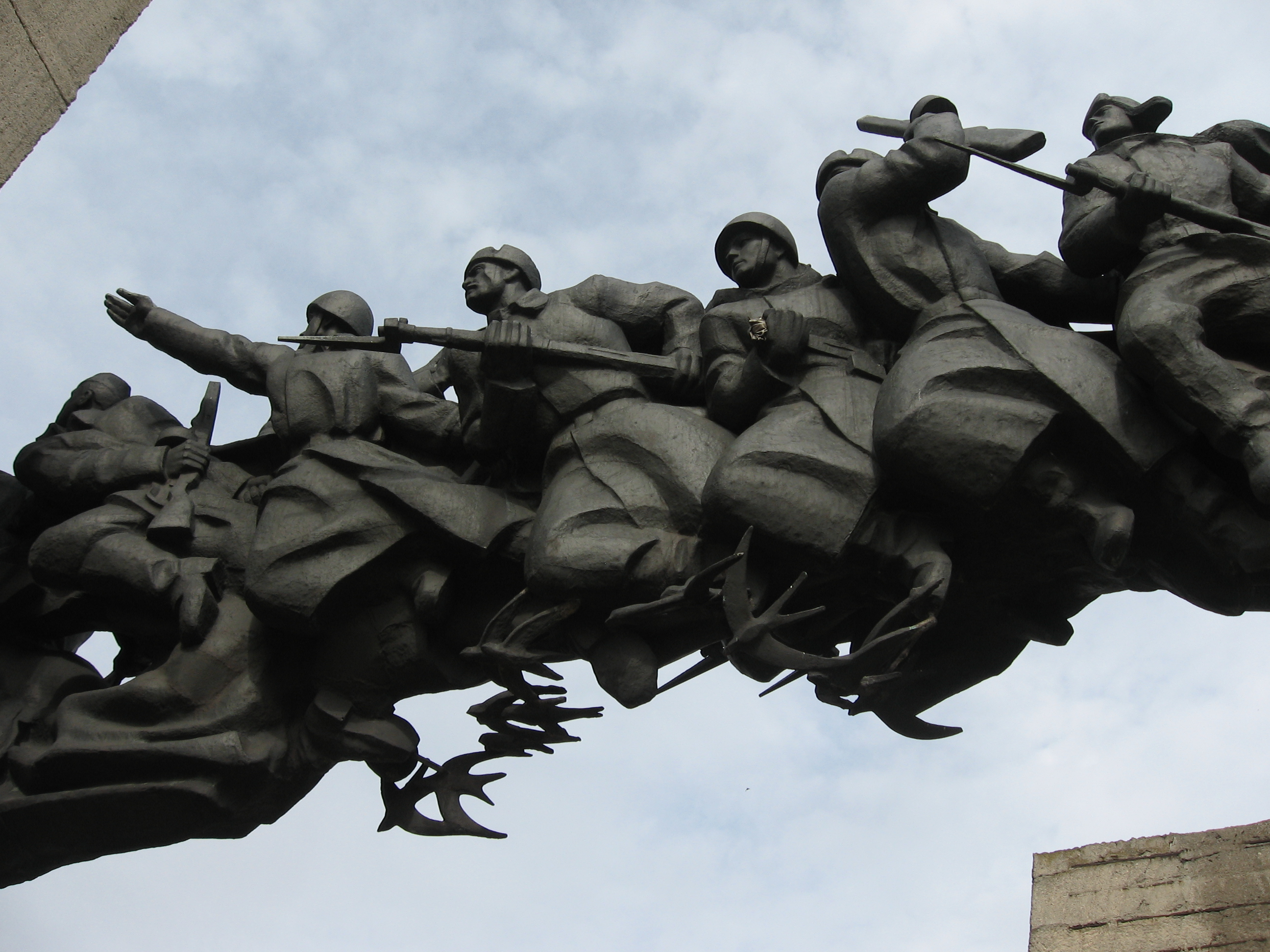
Фрагмент монументу
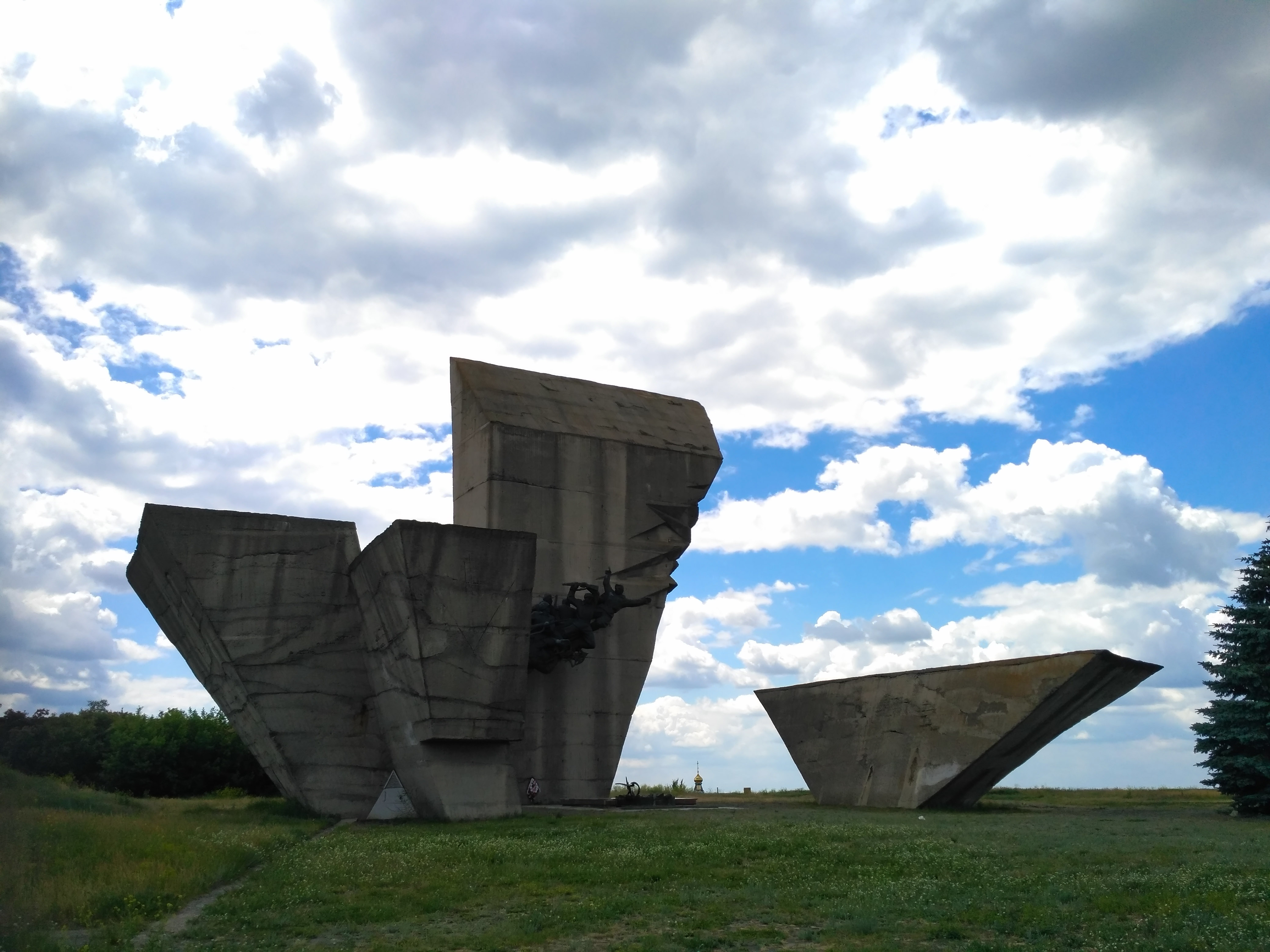
Монумент «Атака» на горі Крем'янець

Указом Президії Верховної Ради СРСР з 7 травня 1985 року місто Ізюм нагороджено орденом Вітчизняної війни І ступеня.

### У Незалежній Україні
У травні 1995 року Кабінет Міністрів України затвердив рішення про приватизацію розташованих у місті АТП-16307, АТП-16366, заводу будівничих матеріалів, м'ясокомбінату, райсільгосптехніки та райсільгоспхімії, у липні 1995 було затверджено рішення про приватизацію міського шляхо-ремонтно-будівельного управління хлібзаводу, міжрайонного підприємства матеріально-технічного постачання.
У 1997 році проведена міжнародна оптична виставка у спорткомплексі «Донець».
Станом на початок 2008 року, місто було центром виробництва оптичного скла та одним з центрів оптичного та оптико-електронного приладобудування України, тут діяли приладобудівничий завод, оптико-механічний завод, тепловозоремонтний завод, кілька підприємств харчової промисловості та промисловості будівничих матеріалів.
У 2010 році було зроблено капітальний ремонт спорткомплексу «Локомотив». У вересні 2013 року після п'ятирічного застою відновив роботу пивоварний завод.
30 вересня 2014 року на території тепловозоремонтного заводу невідомими було демонтовано пам'ятник Леніну.

#### Російсько-українська війна
Бої за Ізюм розпочалися після вторгнення Росії в Україну 24 лютого 2022 року. Місто інтенсивно обстрілювали окупанти з авіації, вся інфраструктура міста знищена, практично на 80 % зруйнована житлова забудова.
Кількісна перевага російських окупантів та віроломство місцевих зрадників призвели до встановлення 7 березня 2022 року тимчасового контролю ворога над Ізюмом. З 2 квітня місто було повністю окуповане. Місцеві жителі залишились без електрики, води та газу.
Після шести місяців окупації внаслідок контрнаступу Збройних Сил України та звільнення Балаклії Ізюм опинився в оперативному оточенні. Після підриву мосту у Куп'янську російські угрупування виявилися повністю відрізаними від логістичного забезпечення.
10 вересня 2022 року, після більше як шестимісячної окупації, місто було звільнене. За словами депутата Ізюмської міської ради Максима Стрельнікова, від початку військового вторгнення росіян у місті загинуло щонайменше 1 000 цивільних, близько 80 % інфраструктури міста зруйновано, розбита система централізованого опалення. Ще більша кількість людей постраждала через відсутність медичної допомоги. На час звільнення в місті було близько 10 000 мешканців із понад 46 000, станом на 2020 рік. 15 вересня в місті виявили місце масового поховання на понад 440 осіб.
За попередніми підрахунками, у результаті активних бойових дій в місті Ізюмі пошкоджено чи знищено 80% будівель, повідомив голова Харківської військової адміністрації. Влада планує звертатися по допомогу до інших територіальних громад країни та регіонів.
Загинули в боях за місто
- Єгоров Володимир Миколайович (1997—2022) — український військовик, старший солдат Збройних Сил України, учасник російсько-української війни. Загинув 15 квітня 2022 року.
- Мірошніченко Олексій Сергійович (1975—2022) — український військовик, старший сержант Збройних Сил України, учасник російсько-української війни. Загинув 23 квітня 2022 року.
- П'ясецький Максим Павлович (1991—2022) — український військовик, молодший сержант Збройних Сил України, учасник російсько-української війни. Загинув 20 березня 2022 року.

6 грудня 2022 року начальником Ізюмської міської військової адміністрації Валерієм Марченком підписане розпорядження про перейменування 21 топонімів у місті, назви яких були пов'язані з РФ. Ізюм став найсхіднішим містом України, в якому є вулиці Симона Петлюри та Степана Бандери. Цікавим є перейменування вулиці Камчатської на вулицю Аляски. Але, а також є вулиця на честь члена ЦК КПРС та заступника голови однієї із палат радянського парламенту Бориса Патона.

## Економіка

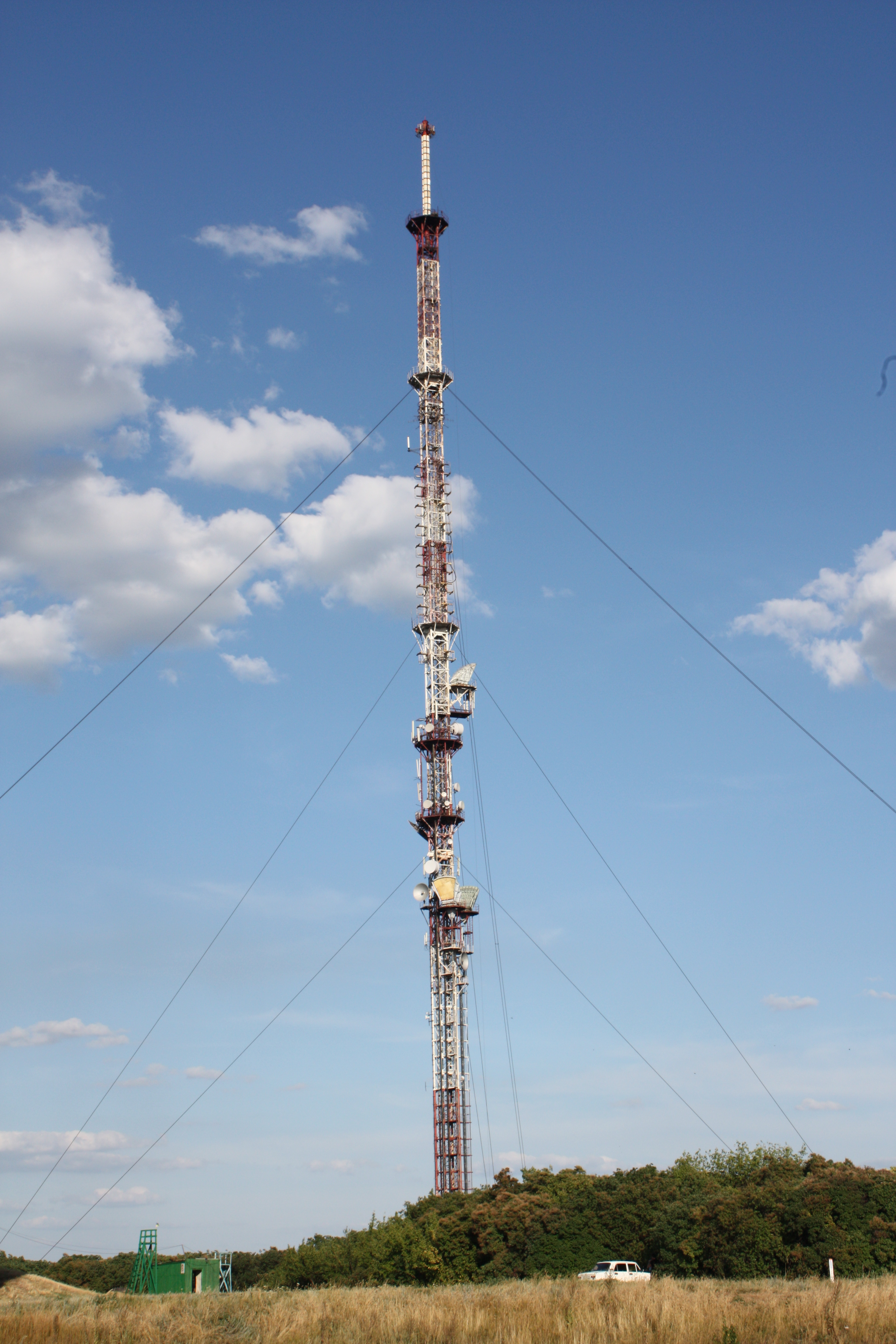
Телевежа в Ізюмі

- Ізюмський тепловозоремонтний завод
- Ізюмський приладобудівний завод
- Ізюмський пивоварний завод
- Ізюмський оптико-механічний завод
- Меблевий завод
- Хлібзавод (Кулиничі)
- Ізюмське лісове господарство, ДП

## Транспорт

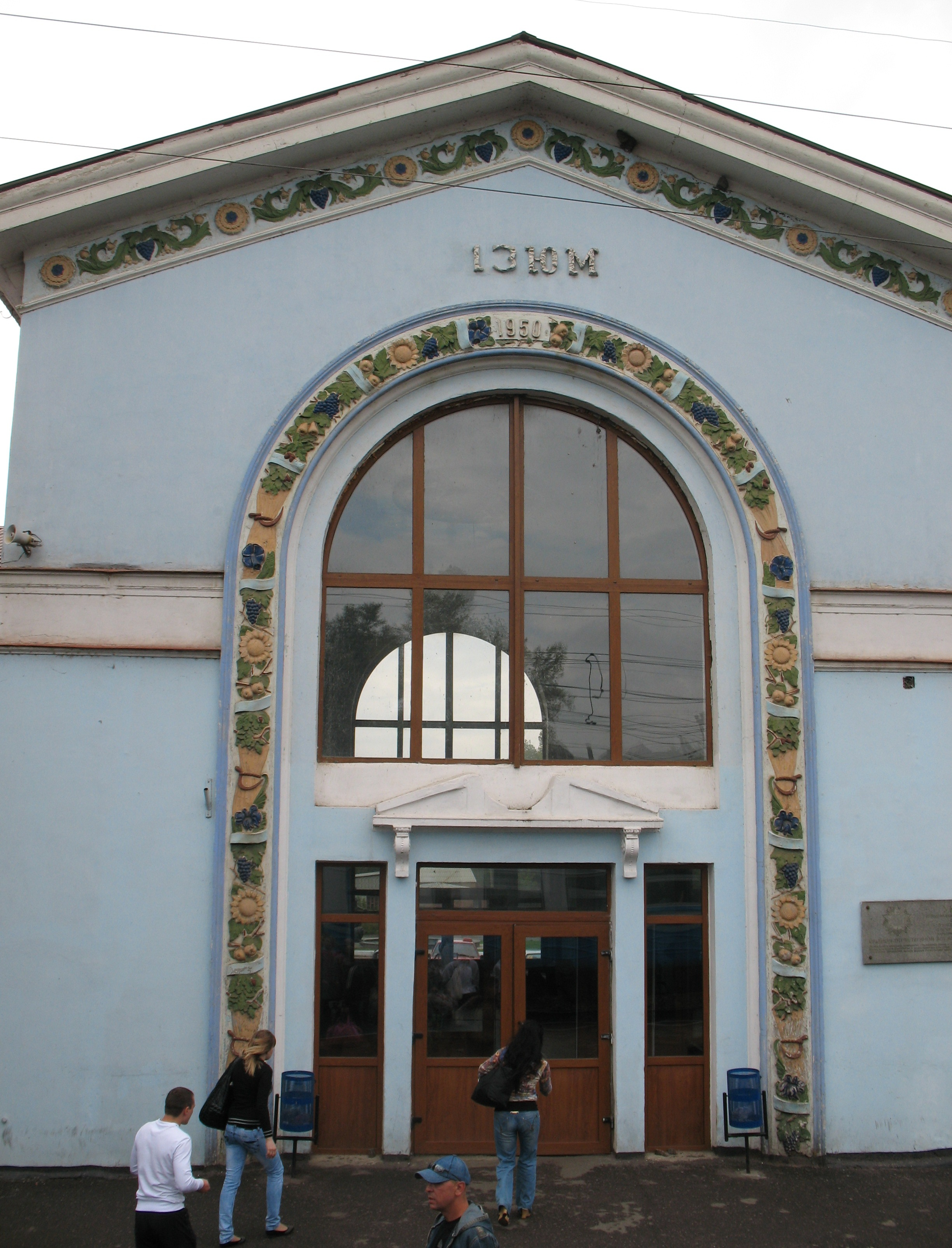
Ізюмський залізничний вокзал, вигляд з перону

Ізюмський автовокзал

Місто є одним з найважливіших транспортних центрів Харківщини.

### Автомобільний транспорт
Автомобільний транспорт презентований міським автобусом.
Через місто пролягає автошлях міжнародного значення E40 (в межах України траси міжнародного значення М11, М06 та М03), яка сполучає французьке місто Кале із казахським містом Ріддер, що на кордоні з Китаєм. В межах України траса проходить через такі міста, як Львів, Рівне, Житомир, Київ, Полтава, Харків, Луганськ.
Міська автостанція обслуговує чимало міжміських та приміських маршрутів. Прямими міжміськими рейсам Ізюм пов'язаний з Лозовою, Харковом. Транзитні маршрути пов'язують місто з Барвінковим, Дніпром, Києвом, Костянтинівкою, Краматорськом, Лебедином, Полтавою, Слов'янськом, Сумами, Трускавцем.

## Охорона здоров'я
В місті діє «Центральна міська лікарня Піщанської Богоматері» — комунальне некомерційне підприємство Ізюмської міської ради. У березні 2022 році лікарню пошкодили та розграбували російські окупанти. Після деокупації міста триває її відновлення.

## Визначні пам'ятки
- Свято-Преображенський собор XVII століття.
- Хрестовоздвиженська церква XVIII століття.
- Свято-Вознесенський кафедральний собор XIX століття.
- Меморіал в пам'ять про захисників Ізюмського плацдарму.
- Свячена криниця.
- Територія гори Кременець оголошена заказником. Його площа — понад 100 га.
- Будівля Ізюмської жіночої гімназії (нині — поліклінічне відділення Ізюмської центральної міської лікарні) — пам'ятка архітектури місцевого значення.

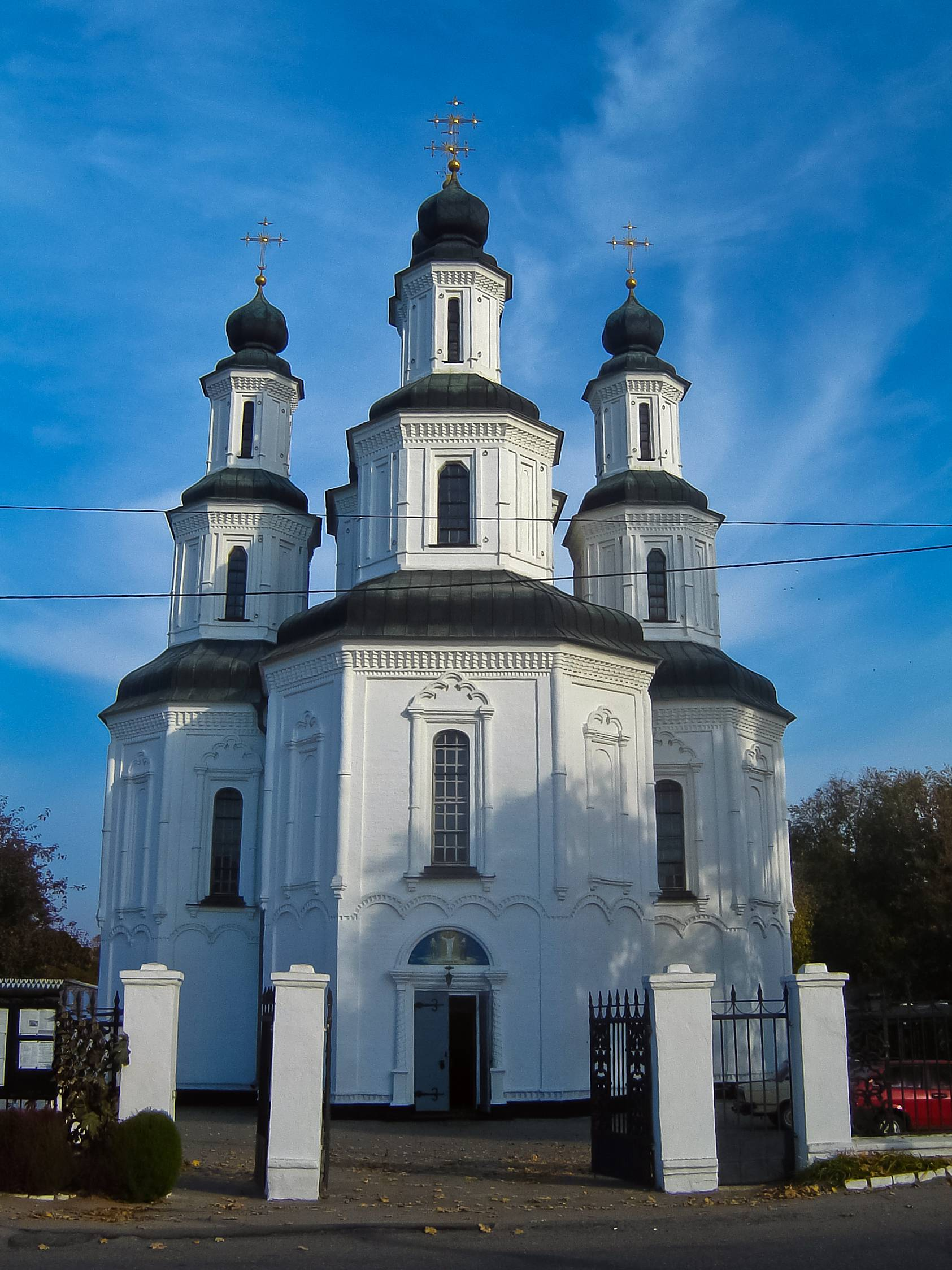
Свято-Преображенський собор
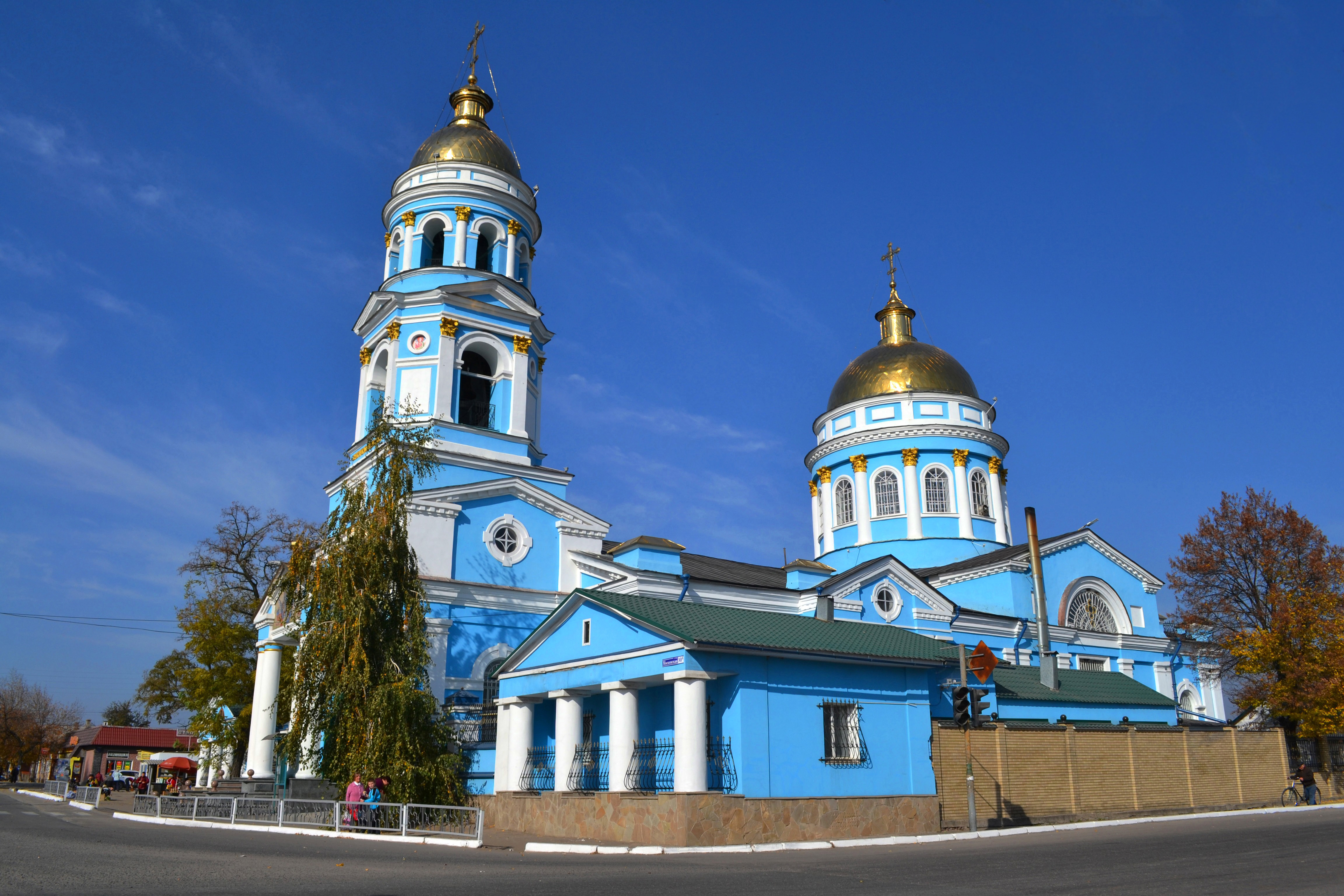
Свято-Вознесенський кафедральний собор
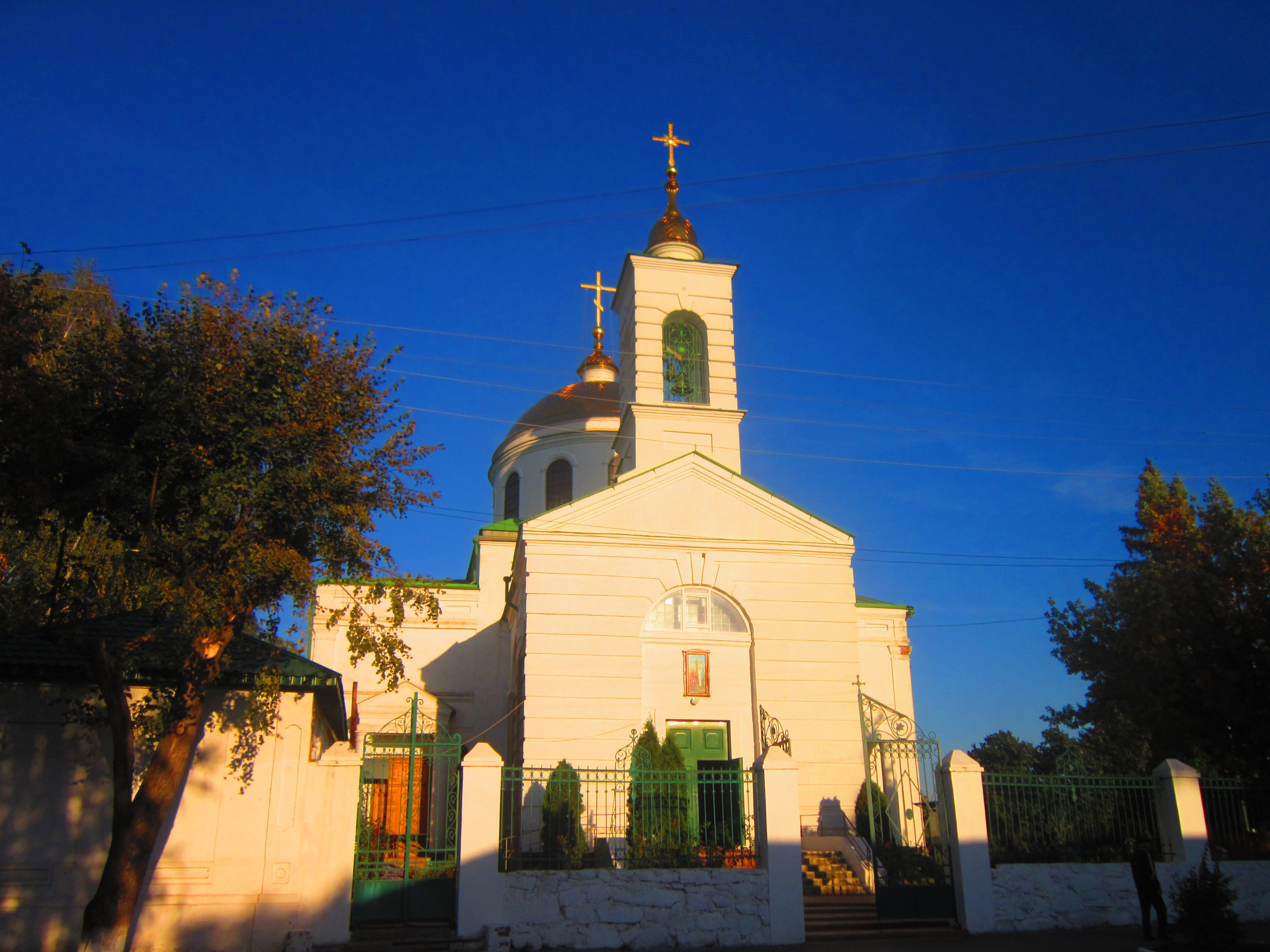
Хрестовоздвиженська церква
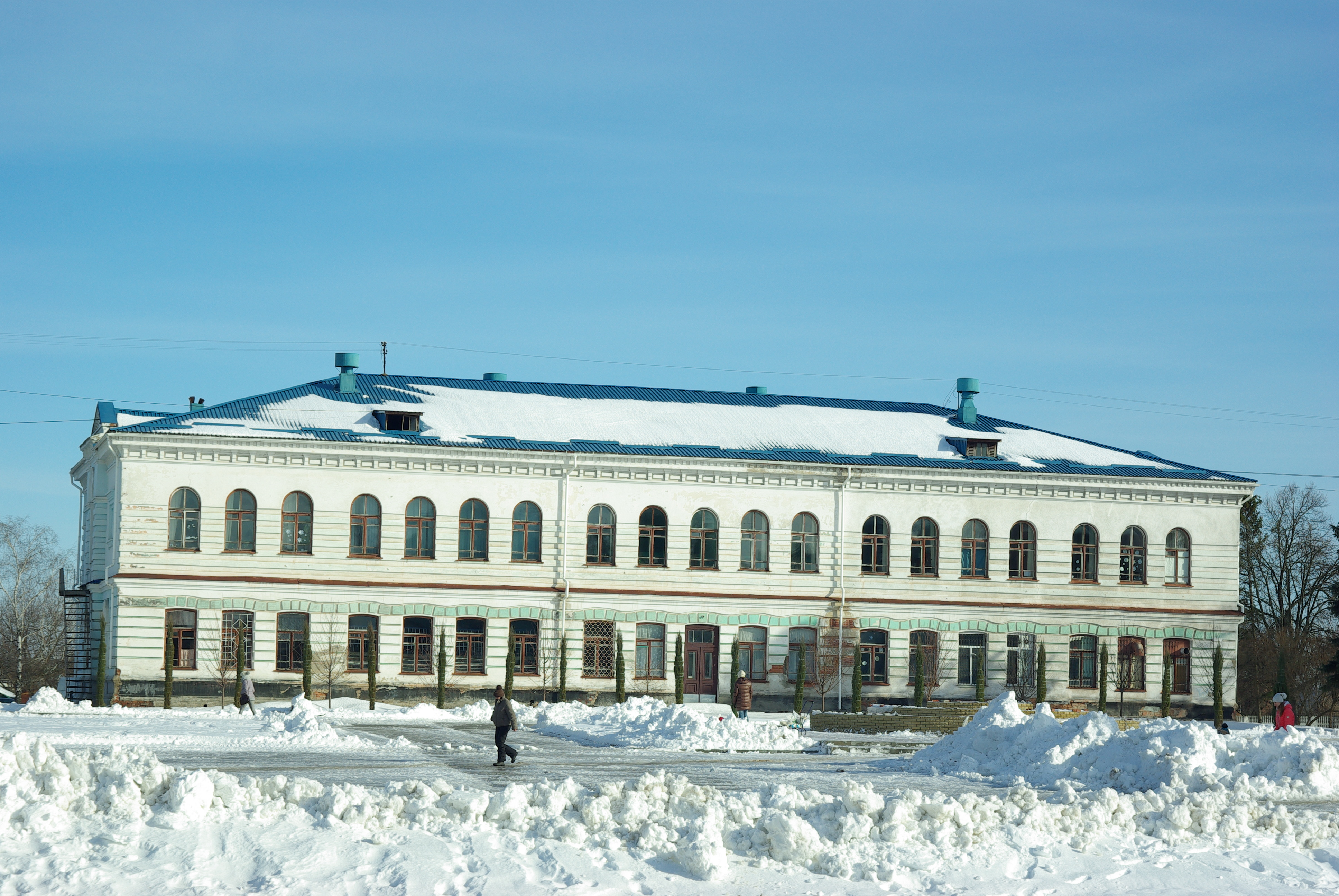
Будівля Ізюмської жіночої гімназії
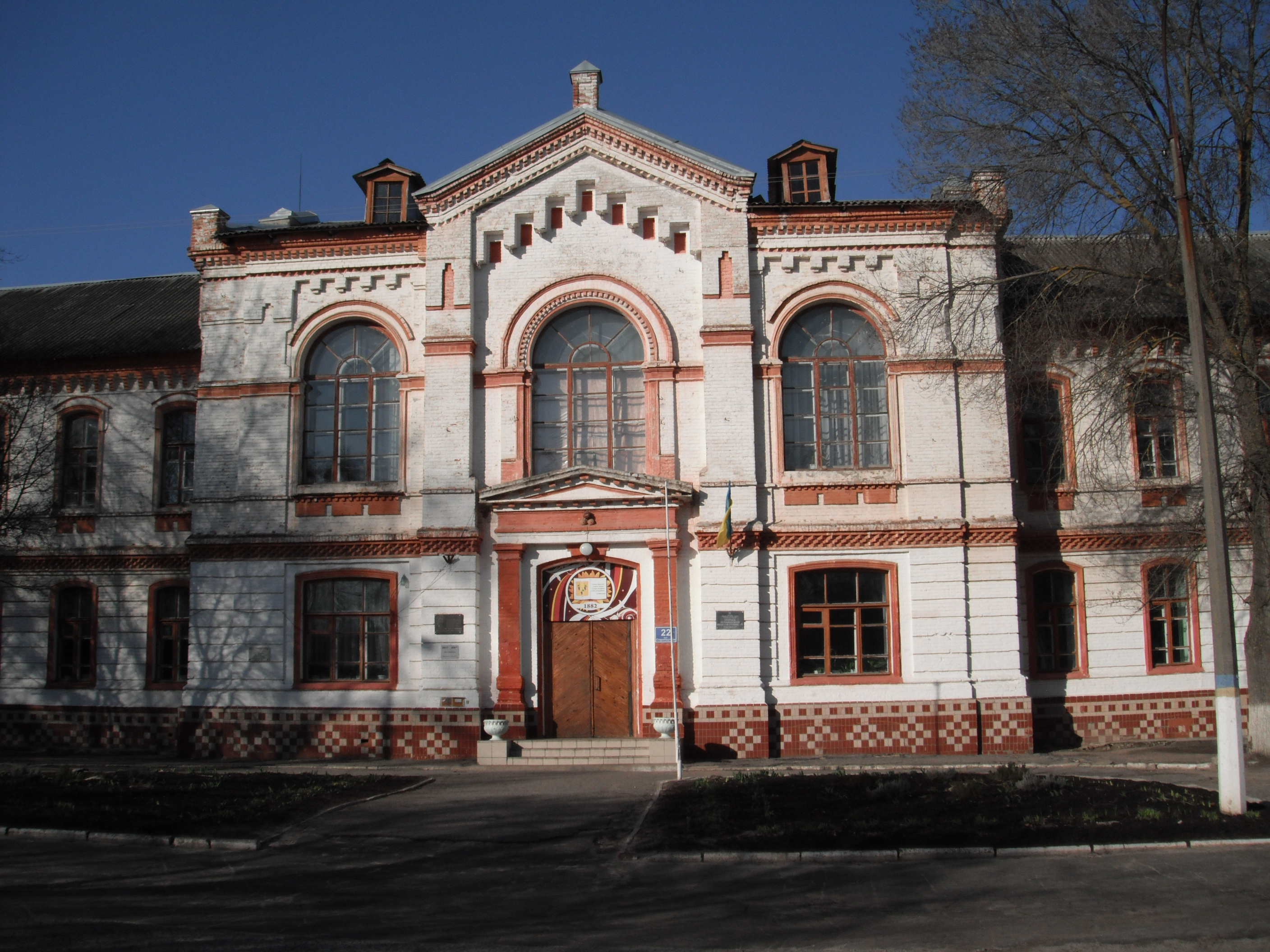
ЗОШ № 4, колишнє Реальне училище 1882 р.
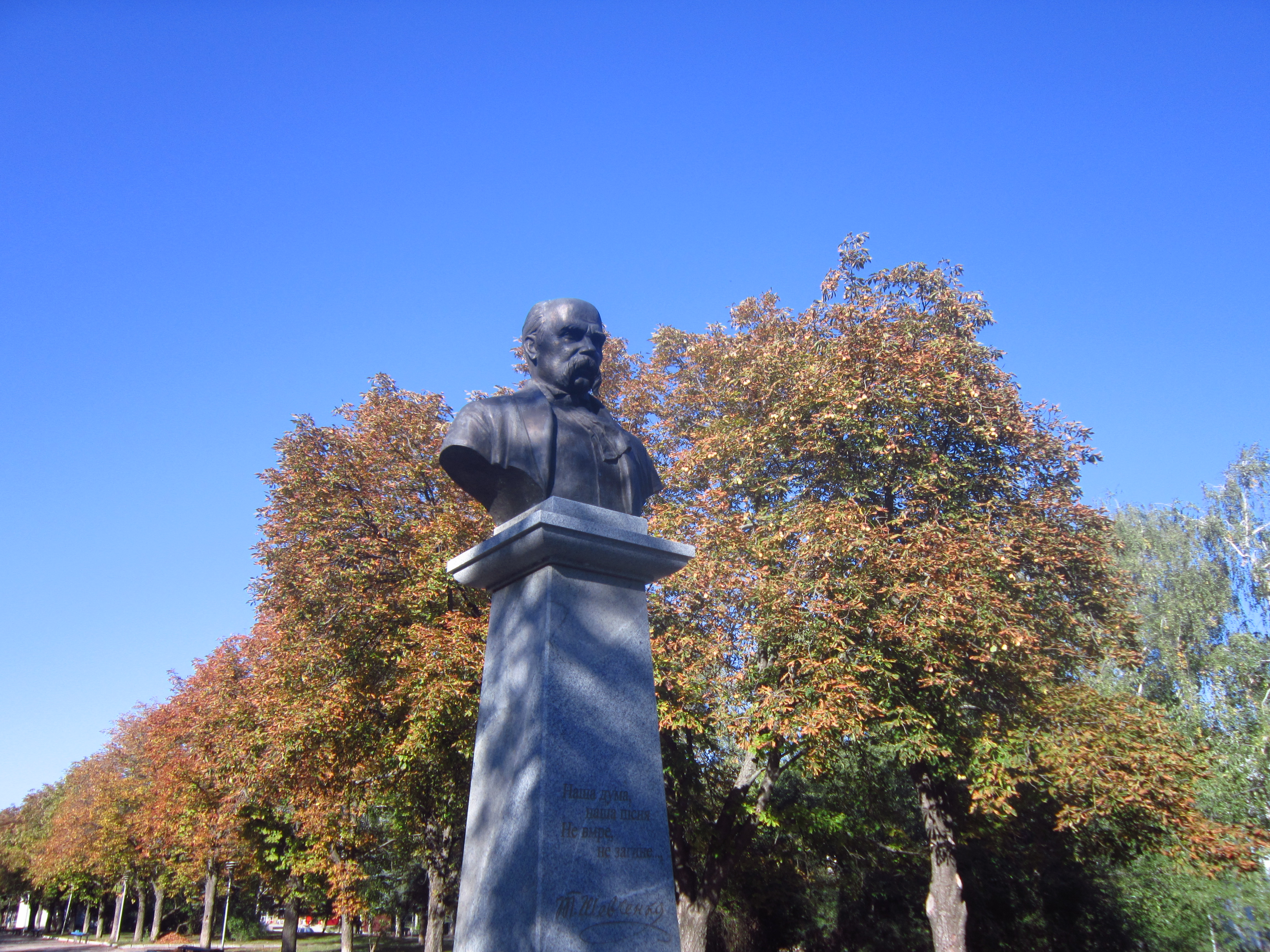
Пам'ятник Тарасові Шевченку

## Релігія
- Свято-Преображенський собор
- Свято-Вознесенський кафедральний собор

## Топоніміка

Мурал Джона Леннона

У 2016 році центральна площа міста отримала ім'я Джона Леннона.

## Відомі люди
Народилися
- Васильченко Гнат Михайлович — офіцер російської армії, армії Української держави та учасник білого руху.
- Волков Євгеній Володимирович (1999-2022) — молодший сержант Збройних сил України, учасник російсько-української війни, Герой України.
- Глущенко Віктор Павлович — український науковець, фахівець у галузі електроенергетики, доктор технічних наук.
- Гончаренко Сергій Валерійович (1991—2014) — український військовик, молодший сержант Збройних Сил України, учасник російсько-української війни.
- Грецов (Греців) Сергій Сергійович — старшина Дієвої армії УНР.
- Запорожченко Григорій Андрійович — Герой Радянського Союзу.
- Золотухін Борис Олександрович — льотчик-штурмовик часів Другої світової війни, Герой Радянського Союзу.
- Кононенко Вадим Григорович — український вчений-знавець авіаційної технології та обробки металів тиском, доктор технічних наук, заслужений діяч науки УРСР, лауреат Державної премії УРСР,
- Крижанівський Борис Миколайович — український кінодраматург, кінорежисер, кінокритик.
- Курбатов Станіслав Вікторович — український військовик, старший солдат Збройних Сил України, учасник російсько-української війни.
- Недбайло Анатолій Костянтинович — двічі Герой Радянського Союзу
- Селезньов Віталій Євдокимович — народився в Ізюмі, видатний український режисер, драматург, Народний артист України.
- Перевозник Петро Артемович — Заслужений художник України, Заслужений архітектор України.

Ізюм — батьківщина художника Сергія Івановича Васильківського (1854–1917), який у картинах поетично оспівав Слобідську Україну. Могила Васильківського — в Молодіжному парку в Харкові.
- Федорченко Олександр Іванович —  — український військовик, сержант Збройних Сил України, відзначився у ході російського вторгнення в Україну, учасник російсько-української війни, Герой України з удостоєнням ордена «Золота Зірка» (посмертно).
- Саєнко Олександр Іванович — український поет, дитячий письменник.

Перебували
- Бучек Порфирій Андрійович — полковник Армії УНР, начальник канцелярії Генерального штабу УНР. Закінчив Ізюмське реальне училище. У 1923—1926 роках мешкав в місті Ізюмі.
- Кушнарьов Євген Петрович — український політик. Помер в Ізюмській районній лікарні 17 січня 2007 року[44].
- Мокржецький Сигізмунд Олександрович — відомий ентомолог, фітопатолог і громадський діяч. Досліджував фауну Ізюмського повіту наприкінці XIX століття.
- Скрипник Микола Олексійович — український радянський партійний та державний діяч, голова Народного секретаріату (першого українського радянського уряду). Очолював нарком освіти УСРР. Навчався в Ізюмській гімназії.

## Міста-побратими
- Дрогобич, Україна[45]
- Тукумс, Латвія
- Андрихув, Польща
- Гринвіч, США[46]
- Шеннв’єр-сюр-Марн, Франція
- Трір, Німеччина[47]